# یون پات سیگمارسون
ژان پال سیگمارسون (ایسلندی: Jón Páll Sigmarsson؛ ‏ تلفظ ایسلندی: [ˈjou:n ˈpʰautl̥ ˈsɪɣmar̥sɔ:n]‏؛ ‏ ۲۸ آوریل ۱۹۶۰ – ۱۶ ژانویهٔ ۱۹۹۳) مرد آهنین، بدن‌ساز و وزنه‌بردار قدرتی اهل ایسلند بود. وی ۷ بار در بین سه نفر برتر قوی ترین مردان جهان قرار گرفت که ۴ مرتبه آن قهرمان این رقابت‌ها شد و او را یکی از قوی‌ترین مردان در تمامی دوران می‌دانند. وی در تکوین هویت ملی ایسلند نقش داشت و یکی از شناخته‌شده‌ترین قهرمانان این کشور و جهان بود که در سال ۱۹۸۱ به‌عنوان ورزشکار سال ایسلند انتخاب شد. در سال ۲۰۱۲ میلادی، نام او در «فهرست تالار مشاهیر قوی‌ترین مردان جهان» قرار گرفت. با آنکه او در مسابقات بسیار پرانرژی و پرمدعا ظاهر می‌شد، ولی در زندگی واقعی مردی آرام، کتاب‌خوان و خوش‌صحبت بود. وی در ۱۶ ژانویهٔ ۱۹۹۳ میلادی، در حین انجام یک ددلیفتیگ در باشگاهش، دچار پارگی آئورت شد و درگذشت. احتمال دارد این موضوع به سبب نوعی اختلال مادرزادی قلب بوده باشد که در سایر اعضای خانواده او نیز وجود داشت، اما به دلیل استفاده از استروئیدهای آنابولیک برای بدن‌سازی، تشدید شده بود.

## رکوردهای شخصی

### رقابت‌های پاورلیفتینگ
در رقابت‌های رسمی پاورلیفتینگ ثبت شده‌است:
- اسکات - ۳۶۵ کیلوگرم (۸۰۵ پوند)[۱۱]
- پرس سینه با تجهیزات - ۲۴۷٫۵ کیلوگرم (۵۴۶ پوند)[۲] (روی بنچ پرس سینه قدیمی)
- پرس سینه بدون تجهیزات - ۲۳۵ کیلوگرم (۵۱۸ پوند)[۱۱]
- ددلیفت - ۳۷۰ کیلوگرم (۸۱۶ پوند)[۱۱]
- مجموع کلی - ۹۷۰ کیلوگرم (۲٬۱۳۸ پوند)[۱۱]

### رقابت‌های قوی‌ترین مردان
- ددلیفت چرخ دسته مستطیلی - ۵۲۳ کیلوگرم (۱٬۱۵۳ پوند)[۱۲]
- ددلیفت گاری - ۵۱۵ کیلوگرم (۱٬۱۳۵ پوند)[۱۲]
- ددلیفت سیلور دالر (با تسمهٔ ۱۸ اینچی) - ۵۲۵ کیلوگرم (۱٬۱۵۷ پوند)[۱۲]
- ددلیفت با یک دست - ۲۵۰ کیلوگرم (۵۵۱ پوند)[۱۲]
- کندهٔ درخت - ۱۶۵ کیلوگرم (۳۶۴ پوند)[۱۲]
- بلند کردن صخره - ۱۲۵ کیلوگرم (۲۷۶ پوند)[۱۲]
- هل دادن گاری دستی - ۱٬۳۶۰ کیلوگرم (۲٬۹۹۸ پوند) به فاصلهٔ ۳٫۰۶ متر[۱۳]

وی نخستین کسی در جهان بود که توانست یک سنگ مک‌گلاشن ۱۵۰ کیلوگرم (۳۳۱ پوند) را بلند و حمل کند و همچنین نامش برای بلندکردن بزرگترین بطری ویسکی جهان در کتاب رکوردهای جهانی گینس به ثبت رسید.

### بهترین رکوردها حین تمرین
- پرس سینه بدون تجهیزات - ۲۵۰ کیلوگرم (۵۵۱ پوند)
- ددلیفت بدون تجهیزات - ۴۰۰ کیلوگرم (۸۸۲ پوند)
- ددلیفت با تسمهٔ مچ - ۴۲۷٫۵ کیلوگرم (۹۴۲ پوند)
- اسکات بدون تجهیزات کمکی ۳۹۰ کیلوگرم (۸۶۰ پوند)